# Těžiště člověka (základní anatomický postoj)

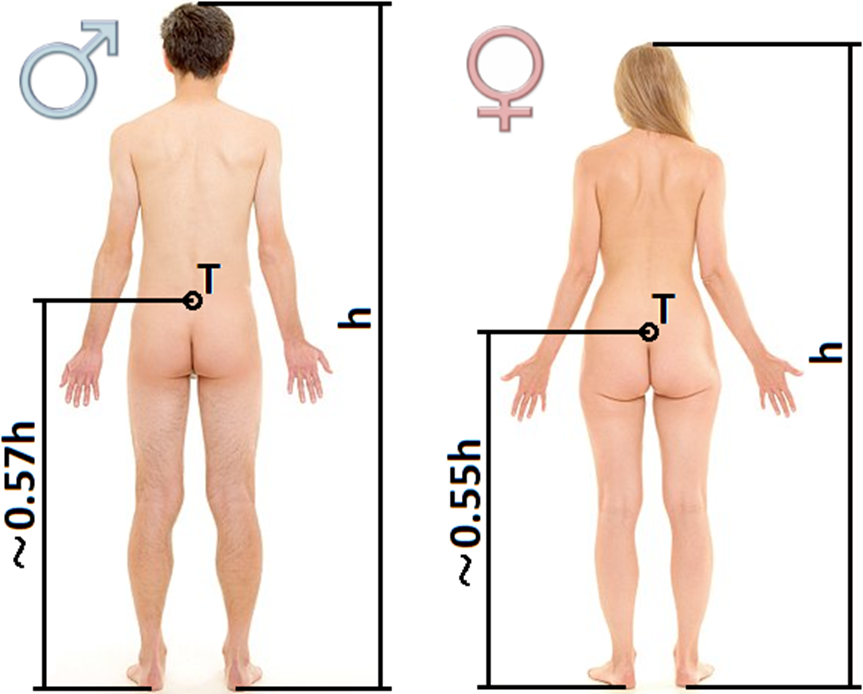
Poloha těžiště „T“ člověka v závislosti na jeho tělesné výšce „h“ při základním anatomickém postoji.

V základní anatomické poloze těla člověka (stoj spatný, paže podél těla, dlaně vpřed), se těžiště celého těla nachází téměř přesně v mediánní rovině (planum medianum), v malé pánvi ve výšce 2. nebo 3. křížového obratle, asi 4 až 6 cm před promontoriem. U žen je to ještě asi o 1 – 2 % níže než u mužů (rozdílné rozměry pánve, jiné rozložení tuku v těle). V průběhu ontogenetického vývoje se těžiště posouvá níže (kojenci a batolata mají větší hlavu a tedy i výše těžiště v porovnání s trupem a končetinami).

## Výpočet polohy těžiště při základním anatomickém postoji lidského těla
Při tzv. anatomickém postoji, lze orientačně určit polohu těžiště člověka {\displaystyle h_{T}} /m/ v závislosti na jeho tělesné výšce {\displaystyle h} /m/. Orientačně platí např.:
- Croskey apod. formula

{\displaystyle h_{T}=0,6h} pro děti
{\displaystyle h_{T}=0,57h}, nebo {\displaystyle h_{T}=0,5618h} pro muže
{\displaystyle h_{T}=0,55h}, nebo {\displaystyle h_{T}=0,5544h} pro ženy
- Palmární formula (aproximace obecnou lineární funkcí)

{\displaystyle h_{T}=0,557h+0.014}
Ve vztahu k tělesné výšce platí, že ženy mají níže položené těžiště než muži a děti mají těžiště výše položené než muži.
Z výše uvedených vztahů vyplývá, že dospělé ženy mají poměrově větší hmotnost dolní poloviny těla než muži.

## Další informace
Svalová konfigurace těla také ovlivňuje polohu těžiště a to nejen při základním anatomickém postoji. Vliv na to má sport, hormonální poruchy, anabolické steroidy, ale také dlouhodobý nedostatek potravy či obezita atp.
Platí také, že se stářím se snižuje poloha těžiště {\displaystyle h_{T}} lidského těla při základním anatomickém postoji.